# Erytheia
Erytheia, auch Erytheis, Erythia (altgriechisch Ἐρύθεια Erýtheia) ist eine der Hesperiden der griechischen Mythologie.
Somit war sie eine Tochter der Nyx und des Erebos – oder des Phorkys und der Keto oder auch des Atlas, wobei hier dann als Mutter Pleione oder Hesperis angegeben werden. Orpheus konnte sie anlässlich der Fahrt der Argonauten auf deren Suche nach dem goldenen Vlies mit seinem Gesang als Ulme herbeilocken, während ihre Schwester Hesperaia als Pappel erschien.
Siehe auch: Goldene Äpfel der Hesperiden, Ladon